# Lapoș, Bacău
Lapoș (în maghiară Lápos) este un sat ce aparține orașului Dărmănești din județul Bacău, Moldova, România.